# Gałganduch czyli Trójka hultajska
Gałganduch czyli Trójka hultajska – melodram Józefa Damsego na podstawie libretta Johanna Nepomuka Nestroya. Prapremiera odbyła się w Warszawie w 1835 r.

## Pierwowzór
Pierwowzorem utworu była sztuka ludowa Johanna Nepomuka Nestroya Lumpazivagabundus (1833). Józef Damse osadził utwór w polskich realiach i dopisał do niego własne piosenki, a także stworzył własną oprawę muzyczną. 

## Fabuła
Tematem utworu jest walka istot nadprzyrodzonych: Fortuny i Gałganducha (ducha mody i rozpusty, opiekuna birbantów, szulerów i pijaków) o wpływ na zachowanie zdemoralizowanych młodych ludzi: Wiórka (stolarza), Szydełki (szewca) i Igiełki (krawca). Władca państwa nieśmiertelnych, Stelaryks uważa, że gdy Fortuna zwróci im majątek, który utracili, wówczas opamiętają się, wykorzystają szansę od losu i będą żyć cnotliwie. Gałganduch wyśmiewa te nadzieje. Tymczasem młody utracjusz Hilarys twierdzi, że do naprawy życia może go przywieść tylko miłość. Fortuna sprzeciwia się temu. Aby rozstrzygnąć spór strony godzą się podjęcie próby zaproponowanej przez Stelaryksa. Fortuna zjawia się we śnie Wiórkowi, Szydełce i Igiełce i wyjawia im magiczny numer, dzięki któremu wygrywają na loterii tysiąc talarów. Trójka hultajów rozstaje się, jednak przyrzeka spotkanie w rocznicę wygranej. Po roku: Wiórek poślubił swoją ukochaną Ludkę i żyją w dostatku. Igiełka i Szydełko natomiast roztrwonili wszystko i znów są zabiedzonymi włóczęgami. Interesują ich tylko pijatyki i hulanki. Fortuna zmuszona jest uznać swoją porażkę wobec wpływów Gałganducha i zgodzić się na ślub Hilarysa, tym samym przyznając, że tylko miłość jest w stanie motywować hultaja do trwałej poprawy.